# 王愆期
王 愆期（おう けんき、生没年不詳）は、東晋初期の軍人。字は門子。河東郡猗氏県の人。西晋の尚書殿中郎王接の子。

## 生涯
東晋に仕え、平南将軍温嶠の督護に任じられていた。
咸和3年（328年）1月、冠軍将軍蘇峻が反乱を起こし、首都の建康へ向かっていた。温嶠は建康防衛のため、王愆期・西陽郡太守鄧嶽・鄱陽郡太守紀睦を前鋒として遣わした。王愆期らは直瀆に至った。
4月、温嶠は征西大将軍陶侃の助力を得ようと王愆期を荊州に遣わした。陶侃は温嶠の助力要請を一度断ったが、王愆期は「蘇峻は豺狼であり、志を遂げれば四海は広いと言えども、はたして公 (陶侃) が住むに足る地がございましょうか」と説き、さらに鎮圧軍の盟主に奉じたいと温嶠の言葉を伝えた。陶侃は王愆期の言葉に感じ入り、軍服を着けて船に乗り込むと、息子の葬儀に参加せず、昼夜休みなく進軍した。
咸和4年（329年）12月、右軍将軍郭黙が江州刺史劉胤を殺害、江州を掌握すると、王愆期・譙国内史桓宣を招聘した。桓宣は招聘に応じなかったが、王愆期は難を恐れ、招聘に応じた。王愆期は平南将軍・江州刺史に就くことを郭黙に勧め、郭黙もこの勧めに同意した。その後、王愆期は廬山に逃亡した。
陶侃の右司馬に任じられた。
咸和9年（334年）6月、大将軍陶侃は病状が悪化、上表して官を辞することとなった。陶侃は王愆期に後事を託し、督護の職を加えて文武を統括させた。陶侃は渡し場で船に乗る前、王愆期の方へ振り返り、感謝の意を述べた。
征西将軍庾亮の司馬に任じられた。
咸康元年（335年）4月、後趙の征虜将軍石遇が7千騎を率いて襄陽を攻撃した。庾亮は王愆期・輔国将軍毛宝を救援に遣わした。王愆期らは章山に屯した。襄陽を守備する南中郎将桓宣とともに後趙軍を撃退した。
南蛮校尉・南郡太守に任じられ、江陵の守りについた。
建元2年（344年）7月、王愆期は病により、職務の交代を求めた。征西将軍庾翼は建威将軍桓宣を鎮南将軍・南郡太守に任じ、王愆期と代わらせた。
散騎常侍に任じられ、辰陽伯に封じられた。
これ以後の事績は、史書に記されていない。

## 著書
- 『列女後伝』 - 王接が72名の女性の史伝を著述した歴史書。永嘉の乱で散逸したものを王愆期が再編する形で著述した。
- 『春秋公羊論』 - 車騎将軍庾翼の問いに王愆期が答える問答集。全2巻。
- 『春秋公羊経伝』 - 『春秋公羊伝』の注釈を行った。全12巻。